# Stigmacros minor
Stigmacros minor är en myrart som beskrevs av Mcareavey 1957. Stigmacros minor ingår i släktet Stigmacros och familjen myror. Inga underarter finns listade i Catalogue of Life.